# Металлист (завод, Серпухов)
Акционерное общество «Серпуховский завод „Металлист“» — предприятие, специализирующееся на выпуске гиромоторов, гироблоков, различных точных электромеханических датчиков и устройств. Является ведущим в России производителем электрических машин малой мощности, лазерных гироскопов, кварцевых акселерометров и навигационных систем на базе этих датчиков. Завод входит в холдинг НПО «Высокоточные комплексы».

## История
7 ноября 1943 года Государственный комитет обороны принял постановление об образовании в городе Серпухов Московской области завода для производства специальных электродвигателей к радиолокационным установкам. В 1944 году завод выпустил первую партию сельсинов, серводвигателей и фазорегулирующих устройств.
В 1950-е годы завод освоил производство широкой гаммы электрических машин малой мощности. Сельсины, электродвигатели различного назначения, тахогенераторы нашли широкое применение в навигационных системах на железнодорожном, морском и речном транспорте, в машиностроении и судостроении.
В 1960-е годы на «Металлисте» развивается точное приборостроение, в том числе гироскопия. В это время завод начинает выпускать изделия для комплектования космических кораблей «Прогресс» и «Союз», ракет-носителей «Протон», Международной космической станции. В 1970-е годы работниками специального конструкторского бюро завода «Металлист» были спроектированы бесконтактные электродвигатели постоянного тока, которые использовались в системах управления стыковкой космических кораблей и системах охлаждения электронной аппаратуры космических станций и наземного оборудования.

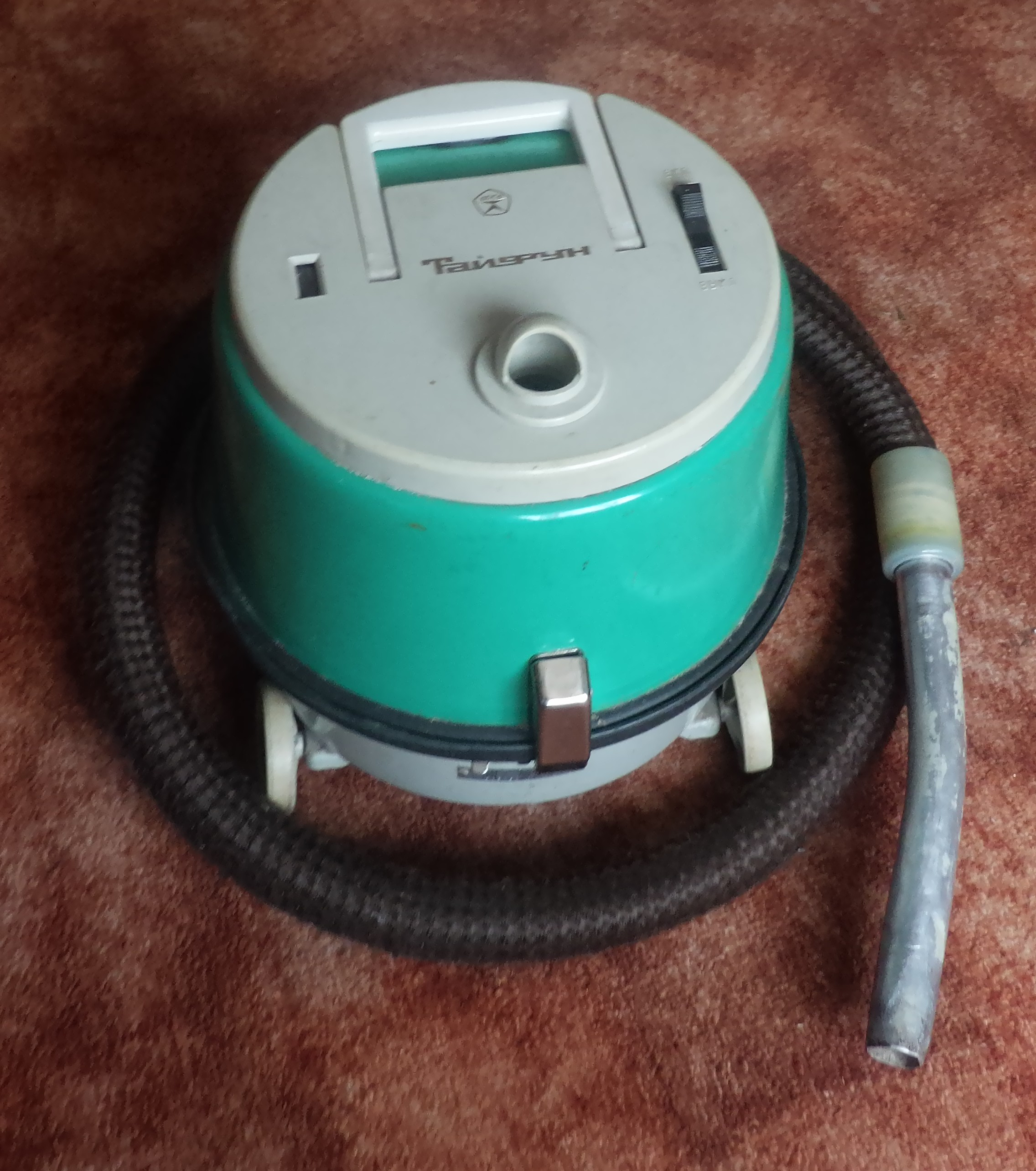
Пылесос «Тайфун»

В 1975 году завод начинает выпускать легендарные советские электрические пылесосы «Тайфун». В 1980-х годах было освоено производство гироскопических блоков.
6 февраля 1976 года за успешное выполнение задач и достигнутые при этом высокие технико-экономические показатели, высокую эффективность труда и качество продукции от имени Президиума Верховного Совета СССР Серпуховский завод «Металлист» был награждён орденом «Знак Почёта».
Для комплектации систем управления ракетных комплексов был разработан прибор с поплавковым чувствительным элементом и блок датчиков угловых скоростей, который использовался на советском космическом корабле «Буран».
С 1985 года на заводе было организовано производство электрической мясорубки «Флора».
В годы «Перестройки» в связи со снятием государственных заказов производство завода было переориентировано на увеличение выпуска товаров народного потребления и гражданской продукции. После прекращения существования Советского союза число сотрудников снизилось с 11 000 человек до 770. Освоение производства медтехники для стоматологии начиналось с двух модификаций микромоторных наконечников и приводов для микромоторов. Затем номенклатура данного направления была расширена высокоскоростными турбинными наконечниками, стоматологическим комплексом, физиодиспенсером, стоечной и портативной бормашинами, безмасляным компрессором, электроприводами и воздушными моторами. В общем объёме производимой в стране медицинской техники для стоматологии доля АО «Серпуховский завод „Металлист“» составляла более 30 %.
В 1990-е годы было освоено производство лазерного гироскопа и кварцевого акселерометра, которые в качестве чувствительного элемента находят применение в космической и авиационной промышленности. В этот период в дополнение к традиционной номенклатуре предприятие изготавливало электродвигатели для погружных насосов артезианских скважин. В 1997 году предприятие акционировалось.
В начале 2000-х годов было освоено производство субблока чувствительных элементов для бесплатформенной инерциальной системы, позволяющей дальнемагистральным самолетам не только ориентироваться в пространстве, но и выполнять полет по маршруту в режиме автопилотирования с минимальной погрешностью.
В этот период номенклатура выпускаемой предприятием продукции дополнена комплектующими к погружным электродвигателям для нефтяных насосов, деталями, электродвигателями для вибраторов, использующихся для упрочнения бетона.
В 2005 году была прекращена сборка пылесосов «Тайфун» и мясорубок «Флора».
В 2008 году завод оказался на грани банкротства. Однако он вошел в Федеральную целевую программу. Переоснащение производства по программе должно было закончится в 2019 году, но завершилось раньше срока.
В 2017 году завод стал работать над выполнением государственного оборонного заказа.
В августе 2018 года генеральный директор завода «Металлист» Сергей Онищук написал заявление об уходе по собственному желанию. Он пришел работать на «Металлист» в 1978 году. На предприятии Сергей Онищук долгое время руководил социально-бытовым бюро, был заместителем директора по кадрам, режиму и связям с общественностью, главным инженером. В 2018 году его сменил Андрей Шаталов[6]. С июня 2020 года АО "Серпуховский завод «Металлист» возглавляет Дмитрий Фалин.
В 2021 году на заводе стартовало производство электроскутеров.

## Деятельность
Серпуховский завод «Металлист» выпускает гиромоторы, гироблоки, кварцевые акселерометр, электромеханический исполнительный механизм, бесконтактные сельсины, коллекторные электродвигатели, коллекторные генераторы постоянного тока, тахогенераторы, асинхронные электродвигатели и другие различные точные электромеханические датчики и устройства. Продукцией предприятия комплектовались изделия для ВКС, РВСН. Завод также изготавливает продукцию по чертежам заказчика.

## Здание заводоуправления

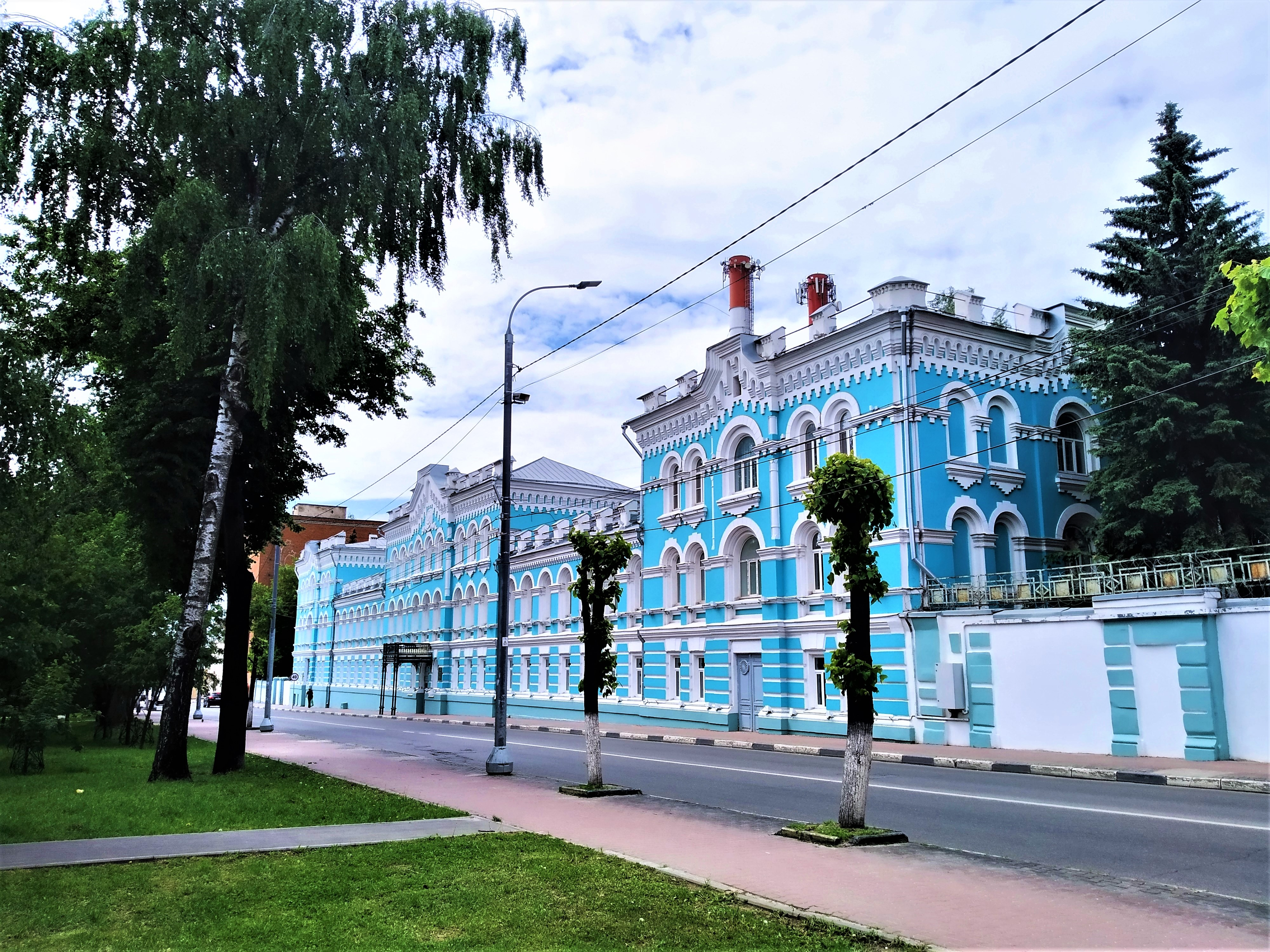
Здание заводоуправления

В настоящее время заводоуправление «Металлиста» находится в историческом здании по адресу улица Советская, 33/34. В 2002 году зданию присвоен статус Исторического памятника местной категории охраны. Архитектором являлся Роман Клейн. Изначально дом принадлежал московскому купцу 1-й гильдии Ивану Григорьевичу Фирсанову (1817—1881). В 1884—1886 гг. Серпуховское уездное земство купило особняк для своего помещения у дочери Фирсанова Веры Ивановны, которая предложила ему в дар и начатую отцом постройку с условием, что земство завершит строительство здания, разместить в нём благотворительные учреждения и назовет в честь И. Г. Фирсанова. С 1917 по 1974 год в здании располагались Серпуховские городской и районный Советы народных депутатов, горком и райком КПСС. Весной 1974 года Фирсановский дом был передан заводу «Металлист». Вдоль улицы здание имеет 2 этажа, боковые крылья имеют по три этажа. Измельчённый декор здания состоит многорядных карнизов, руста, сложных оконных обрамлений, полуколонн и поясов. Зал центральный украшен помпезной лепниной. Имеются большая двухмаршевая лестница и чугунный балкон над центральным входом.